# Chachavarliya
Chachavarliya (en macédonien Шашаварлија) est un village de l'est de la Macédoine du Nord, situé dans la municipalité de Chtip. Le village comptait 108 habitants en 2002. Il est majoritairement turc.

## Démographie
Lors du recensement de 2002, le village comptait :
- Macédoniens : 23
- Turcs : 85